# Ahmed Rushdi
Syed Ahmed Rushdi (Hoogland van Dekan, Brits-Indië, Karachi, Pakistan, 24 april 1934 - 11 april 1983) was een Pakistaanse zanger die voor talloze films liedjes heeft gezongen, die door de hoofdrolspeler werden geplaybackt, solo of in een duet. Hij zong in vele Pakistaanse talen, zoals Engels, Urdu, Punjabi en Marathi. Veel liedjes werden een hit. Rushdi ontving in de jaren zestig en zeventig naast vele nominaties ook verschillende prijzen.